# Golden Tour
Golden Tour – trasa koncertowa Kylie Minogue, która odbyła się na przełomie 2018 i 2019 roku; obejmowała Europę i Australię.

## Program koncertów
Akt 1:
1. "Golden"
2. "Get Outta My Way"
3. "One Last Kiss"
4. "Better the Devil You Know"

Akt 2:
1. "Blue Velvet" (interludium)
2. "Confide in Me"
3. "Breathe"
4. "Where the Wild Roses Grow"
5. "In Your Eyes"
6. "A Lifetime to Repair"

Akt 3:
1. "Shelby '68"
2. "Radio On"
3. "Wow"
4. "Can't Get You Out of My Head" (z fragmentem "The Chain")

Akt 4:
1. "Slow" (z fragmentem "Being Boiled")
2. "Kids"
3. "The One"
4. "Stop Me from Failing"

Akt 5:
1. "Wouldn't Change a Thing"/"I'll Still Be Loving You"
2. "Especially for You"
3. "Lost Without You"
4. "All the Lovers"

Akt 6:
1. "New York City"/"Raining Glitter"/"On a Night Like This"
2. "The Loco-Motion" (z fragmentem "Bad Girls")
3. "Spinning Around"

Bisy:
1. "Love at the First Sight"
2. "Dancing"

Rzadziej grane:
1. "Je ne sais pas porquoi" (Newcastle)
2. "I Believe In You" (Nottingham)
3. "2 Hearts" (Paryż i Wiedeń)
4. "Your Disco Needs You" (Paryż)
5. "In My Arms" (Paryż)
6. "Let it Snow" (na bis) (Dublin i Belfast)

## Koncerty
| Data                | Miasto        | Państwo           | Miejsce                          | Support                            | Bilety sprzedane / dostępne | Dochód      |
| Europa              | Europa        | Europa            | Europa                           | Europa                             | Europa                      | Europa      |
| ------------------- | ------------- | ----------------- | -------------------------------- | ---------------------------------- | --------------------------- | ----------- |
| 18 września 2018    | Newcastle     | Anglia            | Metro Radio Arena                | Sonic Yootha                       | 7,579 / 9,899               | $710,213    |
| 20 września 2018    | Nottingham    | Anglia            | Motorpoint Arena                 | Sonic Yootha                       | 7,722 / 8,000               | $692,803    |
| 21 września 2018    | Birmingham    | Anglia            | Genting Arena                    | Sonic Yootha                       | 11,501 / 13,196             | $1,077,040  |
| 22 września 2018    | Bournemouth   | Anglia            | Bournemouth International Centre | Sonic Yootha                       | —                           | —           |
| 24 września 2018    | Cardiff       | Walia             | Motorpoint Arena                 | Sonic Yootha                       | —                           | —           |
| 26 września 2018    | Londyn        | Anglia            | The O2 Arena                     | Sonic Yootha                       | 30,100 / 43,227             | $3,368,900  |
| 27 września 2018    | Londyn        | Anglia            | The O2 Arena                     | Sonic Yootha                       | 30,100 / 43,227             | $3,368,900  |
| 28 września 2018    | Londyn        | Anglia            | The O2 Arena                     | Sonic Yootha                       | 30,100 / 43,227             | $3,368,900  |
| 30 września 2018    | Glasgow       | Szkocja           | SSE Hydro                        | Sonic Yootha                       | 11,206 / 11,443             | $1,041,470  |
| 1 października 2018 | Manchester    | Anglia            | Manchester Arena                 | Sonic Yootha                       | 10,716 / 13,811             | $998,705    |
| 3 października 2018 | Liverpool     | Anglia            | Echo Arena                       | Sonic Yootha                       | 8,114 / 10,079              | $763,083    |
| 5 października 2018 | Leeds         | Anglia            | First Direct Arena               | Sonic Yootha                       | 11,419 / 11,711             | $1,022,690  |
| 8 listopada 2018    | Bruksela      | Belgia            | Cirque Royal                     | Sonic Yootha                       | —                           | —           |
| 9 listopada 2018    | Paryż         | Francja           | La Seine Musicale                | Sonic Yootha                       | —                           | —           |
| 10 listopada 2018   | Zurych        | Szwajcaria        | Samsung Hall                     | Sonic Yootha                       | —                           | —           |
| 12 listopada 2018   | Padwa         | Włochy            | Gran Teatro Geox                 | Sonic Yootha                       | 3,835 / 4,200               | $532,168    |
| 13 listopada 2018   | Monachium     | Niemcy            | Zenith Munich                    | Sonic Yootha                       | —                           | —           |
| 14 listopada 2018   | Wiedeń        | Austria           | Bank Austria Halle               | Sonic Yootha                       | —                           | —           |
| 18 listopada 2018   | Frankfurt     | Niemcy            | Jahrhunderthalle                 | Sonic Yootha                       | —                           | —           |
| 19 listopada 2018   | Berlin        | Niemcy            | Tempodrom                        | Sonic Yootha                       | —                           | —           |
| 20 listopada 2018   | Kolonia       | Niemcy            | Palladium                        | Sonic Yootha                       | —                           | —           |
| 22 listopada 2018   | Amsterdam     | Holandia          | AFAS Live                        | Sonic Yootha                       | 4,058 / 5,500               | $271,279    |
| 23 listopada 2018   | Kopenhaga     | Dania             | Royal Danish Theatre             | Sonic Yootha                       | —                           | —           |
| 24 listopada 2018   | Hamburg       | Niemcy            | Mehr! Theater                    | Sonic Yootha                       | —                           | —           |
| 3 grudnia 2018      | Dublin        | Irlandia          | 3Arena                           | Sonic Yootha                       | 7,606 / 12,256              | $756,588    |
| 5 grudnia 2018      | Belfast       | Irlandia Północna | SSE Arena                        | Sonic Yootha                       | 5,290 / 8,741               | $480,665    |
| Australia           |               |                   |                                  |                                    |                             |             |
| 5 marca 2019        | Sydney        | Australia         | ICC Sydney Theatre               | Jake Shears Client Liaison         | 12,659 / 12,996             | $1,401,030  |
| 6 marca 2019        | Sydney        | Australia         | ICC Sydney Theatre               | Jake Shears Client Liaison         | 12,659 / 12,996             | $1,401,030  |
| 9 marca 2019        | Perth         | Australia         | Sir James Mitchell Park          | Jake Shears Hatchie Client Liaison | —                           | —           |
| 11 marca 2019       | Adelaide      | Australia         | Adelaide Entertainment Centre    | Jake Shears                        | —                           | —           |
| 13 marca 2019       | Melbourne     | Australia         | Sidney Myer Music Bowl           | Jake Shears                        | —                           | —           |
| 16 marca 2019       | Hunter Valley | Australia         | Bimbadgen                        | Jake Shears Hatchie                | —                           | —           |
| 17 marca 2019       | Mount Cotton  | Australia         | Sirromet Wines                   | Jake Shears Hatchie                | —                           | —           |
| RAZEM               | RAZEM         | RAZEM             | RAZEM                            | RAZEM                              | 129,805 / 165,059 (79%)     | $12,584,466 |

### Odwołane koncerty
| Data             | Miasto           | Państwo    | Miejsce | Powód                 |
| ---------------- | ---------------- | ---------- | ------- | --------------------- |
| 6 listopada 2018 | Esch-sur-Alzette | Luksemburg | Rockhal | Sprzeczny harmonogram |

## Muzycy
- Kylie Minogue - wokal prowadzący
- Christian Gulino - keyboardy
- Luke Fitton - gitara
- Luke Higins - gitara
- Jamie Sefton - gitara basowa
- Adetuon Anibi - chórki
- Abbie Osmon - chórki